# Alleanza Verdi e Sinistra
Alleanza Verdi e Sinistra (AVS), nota anche come Alleanza Rosso-Verde, è un'alleanza politica e lista elettorale italiana di orientamento ambientalista e socialista democratico costituita da Europa Verde e Sinistra Italiana.
AVS è nata il 2 luglio 2022 in vista delle elezioni politiche del 2022 e attualmente (XIX legislatura) costituisce il gruppo parlamentare "Alleanza Verdi e Sinistra" alla Camera e una componente del gruppo misto al Senato.

## Storia

### Nascita e elezioni politiche del 2022
Nel gennaio 2022, Sinistra Italiana ed Europa Verde hanno costituito un "patto di consultazione" all'interno del Parlamento italiano, finalizzato ad una cooperazione sulle prossime elezioni del Presidente della Repubblica. In tale contesto, i due partiti hanno deciso di sostenere congiuntamente Luigi Manconi, ex parlamentare della Federazione dei Verdi, dei Democratici di Sinistra e del Partito Democratico, concentrandosi principalmente sulle questioni dei diritti umani.
Nel giugno 2022, l'assemblea nazionale di SI ha formalmente approvato l'alleanza con EV.
A inizio luglio 2022, SI ed EV hanno tenuto un convegno congiunto a Roma dal titolo "Nuove Energie", promuovendo la loro cooperazione e un programma elettorale unitario.
Dopo la caduta del governo Draghi (non sostenuto né da SI né da EV), lo scioglimento anticipato delle Camere e la convocazione delle elezioni politiche, il 2 luglio 2022 è stata ufficialmente lanciata l'Alleanza Verdi e Sinistra e presentato il suo logo.
Il 6 agosto AVS ha raggiunto un accordo elettorale con il Partito Democratico, entrando quindi a far parte della coalizione di centro-sinistra. Il 13 agosto Possibile ha annunciato la propria adesione ad AVS.
L'alleanza non si presenta nella circoscrizione Valle d'Aosta: qui infatti Sinistra Italiana, federata localmente al movimento Ambiente Diritti Uguaglianza, decide di presentare una candidatura unica con Area Democratica-Gauche Autonomiste e Movimento 5 Stelle, al di fuori del centro-sinistra.
In Sardegna, invece, si ufficializza l'accordo della lista con il Partito Progressista di Massimo Zedda, dove la lista avrà come capolista la consigliera comunale ed ex candidata sindaca di Cagliari Francesca Ghirra.
Alle elezioni del 25 settembre la lista raccoglie il 3,63% alla Camera con 12 deputati eletti (6 di Europa Verde, 4 di Sinistra Italiana, 1 del Partito Progressista e 1 indipendente) che formano un proprio gruppo parlamentare e il 3,53% al Senato con 4 senatori eletti (2 di SI, 1 di EV e 1 indipendente) che formano una componente nel gruppo misto nella XIX legislatura.
Alle elezioni regionali in Lombardia del 12-13 febbraio la lista di AVS sostiene Pierfrancesco Majorino e raccoglie il 3,23% eleggendo un consigliere regionale. Nel Lazio invece Europa Verde e Possibile formano una lista a sostegno del candidato del centro-sinistra Alessio D’Amato, mentre Sinistra Italiana forma una lista a sostegno di Donatella Bianchi, candidata del M5S; entrambe le liste eleggeranno un consigliere.
L'Alleanza Verdi e Sinistra si ripresenta unita in occasione delle elezioni regionali in Friuli Venezia-Giulia del 2-3 aprile 2023, all'interno della coalizione di centro-sinistra e a sostegno di Massimo Moretuzzo come candidato presidente, eleggendo con il 2,03% un consigliere in quota SI.
Alle amministrative di maggio 2023 AVS si presenta nella maggior parte delle grandi città superando il 5% a Pisa e a Vicenza e il 7% a Teramo e a Brindisi con il proprio candidato Riccardo Rossi.
In occasione delle elezioni regionali in Molise del 2023, l'Alleanza Verdi e Sinistra presenta la propria lista all'interno della coalizione di centro-sinistra e in alleanza con il Movimento Equità Territoriale di Pino Aprile, ottenendo il 4,77% dei voti, senza però eleggere nessun consigliere regionale a causa della soglia di sbarramento del 5% prevista dalla legge elettorale.
Alle elezioni provinciali in Trentino del 2023 AVS sostiene il candidato del centro-sinistra Valduga e con il 3,25% elegge un consigliere, Lucia Coppola di Europa Verde.

### Le elezioni del 2024
Nel febbraio 2024 l'Eurodeputato Massimiliano Smeriglio, eletto come indipendente nelle liste del Pd, annuncia la sua candidatura alle elezioni europee di giugno con Alleanza Verdi Sinistra.
Alle elezioni regionali in Sardegna del 2024 AVS sostiene la candidata del centro-sinistra e del Movimento 5 Stelle Alessandra Todde. La lista rossoverde ottiene il 4,7% dei voti eleggendo quattro consiglieri regionali (uno di Possibile, due di Europa Verde e uno di Sinistra Italiana). I Progressisti di Massimo Zedda, in AVS alle politiche del 2022, corrono invece con una propria lista eleggendo tre consiglieri.
Alleanza Verdi e Sinistra si schiera con il centro-sinistra presentando liste comuni con Democrazia Solidale alle elezioni regionali in Abruzzo del 2024 a sostegno di Luciano D'Amico. La lista raggiunge il 3,57% dei voti e ottiene l'elezione di un consigliere regionale in quota Europa Verde. Alle regionali in Basilicata di aprile invece la lista AVS-PSI-La Basilicata Possibile raccoglie il 5,79% con un eletto in quota PSI. Nello stesso periodo Eleonora Evi, che aveva lasciato EV nel novembre del 2023, abbandona il gruppo alla Camera per aderire a quello del Partito Democratico con cui si candida alle europee. Alle regionali in Piemonte di giugno AVS con il 6,48% è la seconda forza della coalizione che vede candidata Gianna Pentenero ed elegge tre consiglieri di minoranza: due di SI è uno di Possibile mentre EV perde il proprio rappresentante.
In vista delle elezioni europee del 2024 Possibile annuncia di non aver raggiunto un accordo con AVS per la presentazione di propri candidati e che, conseguentemente, non sosterrà alcuna lista. Alle europee AVS ottiene il 6,78% dei voti e sei seggi, aumentando i propri voti di circa mezzo milione di voti rispetto alle elezioni politiche di due anni prima. I sei eletti siederanno in gruppi differenti in base alla collocazione politica nella coalizione. I quattro di EV nel gruppo dei Greens mentre i due di SI in quello dei The Left.
Alle amministrative AVS corre unita in diversi comuni e ottiene i migliori risultati a Bergamo e Campobasso (6% e due eletti), a Modena (7% e due eletti), a Firenze (5,4% e tre eletti), a Potenza (7,4% e un eletto), a Cagliari (6,7% e tre eletti) e a Sassari (8% e tre eletti).
Alle elezioni regionali in Liguria del 2024, AVS sostiene il candidato della coalizione di centrosinistra Andrea Orlando, presentando liste comuni con Possibile e la Lista Sansa, raggiungendo il 6,17% dei voti ed eleggendo due consiglieri regionali tra le file dell'opposizione a seguito della vittoria del centrodestra.
Alle elezioni regionali in Umbria del 2024, AVS sostiene la candidata civica del centro-sinistra Stefania Proietti, ottenendo il 4,28% ed eleggendo un consigliere regionale in quota SI
Alleanza Verdi e Sinistra si schiera con il centro-sinistra alle elezioni regionali in Emilia-Romagna del 2024 presentando una lista comune con Possibile e le coalizioni civiche a sostegno del candidato presidente del PD Michele De Pascale, raggiungendo il 5,30% ed eleggendo tre consiglieri regionali nelle circoscrizioni di Reggio Emilia, Modena e Bologna (uno di Europa Verde , uno di Sinistra Italiana  e uno di coalizione civica ).

## Ideologia e posizioni
Alleanza Verdi-Sinistra è nata con l'obiettivo di tenere insieme giustizia sociale e giustizia ambientale.

È stato definito, in base ai suoi programmi, il miglior partito italiano per «impegno climatico» dagli scienziati ed esperti di Climalteranti e Italian Climate Network.

### Lavoro e politiche sociali
AVS sostiene la tutela e l'ampliamento dei diritti dei lavoratori e del welfare.
Propone l'introduzione di un salario minimo (di 9/10 euro l'ora), la riduzione dell'orario di lavoro (a parità di salario) istituendo anche un fondo per incentivare i datori di lavoro a diminuire di almeno il 10% l’orario settimanale, la detassazione degli aumenti di salario per i rinnovi contrattuali, un piano nazionale per la prevenzione degli infortuni sul lavoro, l'incentivo del lavoro da remoto per i lavoratori la cui presenza non è richiesta fisicamente, l'abolizione dei tirocini non retribuiti, la tutela del diritto alla disconnessione, l'aumento del controllo del lavoratore sulla flessibilità dell'orario lavorativo, l'aumento della rappresentanza sindacale, il contrasto della precarietà limitando i diversi tipi di contratto di lavoro, al fine di rendere il contratto a tempo indeterminato la normalità. 
Propone inoltre l'aumento della durata del congedo di paternità e di renderlo obbligatorio e uguale a quello di maternità, al fine anche di porre donne e uomini «sul medesimo piano di fronte al datore di lavoro».
Sostiene il rafforzamento dell'istruzione pubblica e in merito a questo propone la riduzione del numero di alunni per classe nelle scuole e il recupero di spazi pubblici per le nuove aule, l'estensione del tempo (tempo pieno e tempo prolungato) in tutte le scuole, l'obbligo scolastico fino a 18 anni, l'assunzione di un numero più ampio di docenti a tempo indeterminato (stabilizzando anche coloro che insegnano precariamente da più tempo), l’introduzione 
dell'educazione sessuale e affettiva durante tutto il percorso scolastico, sostegno psicologico permanente nelle scuole, la gratuità dell’istruzione dall'asilo nido all’università (come avviene in altri paesi europei). Propone inoltre un investimento maggiore sulla ricerca portandolo al 3% del PIL.
Sostiene anche un maggior investimento nella sanità pubblica e in merito a questo propone: l'istituzione dello psicologo di base, un piano di rafforzamento strutturale del personale dipendente, con l’assunzione di nuovi operatori per ridurre così sia le liste d'attesa sia la spesa per il lavoro precario, le collaborazioni esterne e le esternalizzazioni di servizi. Propone inoltre un piano straordinario per l’ammodernamento strutturale e tecnologico del servizio sanitario e la creazione di un’azienda pubblica per la produzione dei farmaci e vaccini, utilizzando le competenze dell’ISS, dell’Istituto Farmaceutico Militare, dei Centri di ricerca universitari e del SSN.
Ha proposto l'introduzione del congedo mestruale per lavoratrici e studentesse che soffrono di dismenorrea certificata dal medico, e l'inserimento dei contraccettivi ormonali nei LEA in modo che vengano distribuiti gratuitamente nelle farmacie, previa prescrizione medica.
È favorevole all'introduzione di un reddito minimo garantito fino ad arrivare ad un reddito di base e ad una pensione a partire (almeno per determinate tipologie di lavoratori) dall'età di 62 anni (o con 41 anni di contributi) e in generale non inferiore ai 1.000 euro mensili.

### Diritti civili
AVS è favorevole alla legalizzazione del fine vita (eutanasia e suicidio assistito), alla legalizzazione (tramite l'istituzione del monopolio di Stato) della produzione e della vendita della cannabis (e dei suoi derivati) e alla legalizzazione della sua coltivazione per uso personale, per aumentare la sicurezza e indebolire la criminalità organizzata.
Si pone come obiettivo il miglioramento della salute sessuale e riproduttiva delle donne garantendo l'accesso gratuito ed effettivo a contraccezione, aborto, aborto farmacologico ed esami di gravidanza presso i consultori, contrastando anche l’obiezione di coscienza riguardo all'IVG.
Nel 2022, in vista delle elezioni politiche, Gay.it, analizzando i diversi partiti candidati, inserisce Alleanza Verdi-Sinistra al 1º posto per sostegno ai diritti LGBT+ nella classifica stilata. 
 
Su questo tema AVS propone leggi che prevedano «l’estensione dei diritti e dei doveri delle coppie eterosessuali anche alle coppie dello stesso sesso», tra cui: matrimonio omosessuale, adozione da parte di coppie omosessuali (e da parte di single), accesso ai percorsi di procreazione medicalmente assistita per donne e coppie di donne, riconoscimento di pari diritti per i figli con genitori dello stesso sesso. Propone inoltre una legge contro l’omo-bi-transfobia (e l’abilismo), il divieto delle terapie riparative, il divieto degli interventi chirurgici non necessari dal punto di vista medico sui bambini intersessuali, la revisione dell’attuale legge 164 sulle persone transessuali affermando di impegnarsi all'«ascolto di chi attraversa e vive tutte le situazioni per trovare insieme soluzioni e vie che restituiscano piena dignità».
È favorevole alla possibilità di concedere la cittadinanza italiana ai figli di stranieri regolari già da minorenni, ma solo se abbiano completato almeno un ciclo di studi (ius scholae) o siano nati in Italia (ius soli).
Propone una legge che preveda all’interno delle scuole progetti e programmi che parlino di educazione all’affettività, alle differenze e al rispetto di tutte le persone al fine di contrastare a monte stereotipi di genere e discriminazioni, che causerebbero, secondo il partito, bullismo, misoginia, abilismo e «violenze di ogni tipo».
Propone l'adozione di una legge che preveda la possibilità di esercitare il diritto di voto in un comune diverso da quello di residenza ("voto fuorisede") e la sperimentazione del voto elettronico, al fine di «consentire a studenti e giovani lavoratori di risparmiare tempo e costi per i viaggi».
Per prevenire abusi di potere da parte delle forze dell'ordine (ad esempio durante la gestione delle manifestazioni), propone 
codici identificativi sulle divise degli agenti e l'utilizzo delle bodycam.

### Ambiente, energia e animali
AVS sostiene particolarmente la transizione ecologica e le politiche di ecosostenibilità con l'obiettivo di combattere il cambiamento climatico, ridurre l'inquinamento ambientale e salvaguardare l'ambiente in tutta la sua complessità.
Propone l'introduzione della plastic tax per disincentivare la produzione di plastica da parte delle aziende e un piano strutturato per la gestione dei rifiuti, lasciando (come da piramide dei rifiuti) la termovalorizzazione come «soluzione di ultima istanza», poiché «l'incenerimento dei rifiuti non permette il recupero delle materie prime che potrebbero produrre ulteriore valore se riutilizzate o riciclate e reimmesse nel ciclo economico».
Propone limiti e aumento di tassazione sull'uso degli jet privati e l'introduzione della carbon tax per il mancato rispetto degli standard ambientali. Propone inoltre l'investimento in tutte le energie rinnovabili affiancato ad una programmazione annuale minima di sviluppo delle rinnovabili e di sblocco delle autorizzazioni.
Propone un piano straordinario per il trasporto pubblico locale per incentivare l'utilizzo dello stesso e disincentivare l'utilizzo delle automobili. Per raggiungere questo obiettivo ritiene necessario potenziare e migliorare il trasporto pubblico (nuove metropolitane, tramvie, autobus elettrici, ecc.), favorire lo smart working per i lavoratori e rendere gratuiti, almeno per gli under 30, i trasporti pubblici locali e i treni regionali, «così da promuovere nuovi modelli di mobilità fra le giovani generazioni».
Sostiene la tutela della biodiversità e degli animali non umani e a tal proposito propone l’abolizione della caccia, un graduale stop dei finanziamenti agli allevamenti intensivi europei, l'istituzione di un 30% di aree naturali protette, l'abolizione degli allevamenti europei di pellicce, il divieto dell’uso degli animali come intrattenimento (quindi anche nei circhi), il contrasto alla desertificazione, norme per aumentare la tutela e il benessere degli animali allevati a fini alimentari.

### Economia e fisco
In ambito economico e fiscale AVS ritiene necessaria una riforma fiscale, affermando che «oggi le imposte sui patrimoni gravano molto su chi ha poco e poco su chi ha molto». Per questo motivo, propone l'abolizione dell'IMU e dell'imposta di bollo sugli investimenti (conti correnti, conti deposito) e, al contempo, l'introduzione di un'imposta patrimoniale personale, unica e progressiva sui patrimoni superiori ai 5 milioni di euro, che cresca fino al 2/3% oltre i 50 milioni. 
Propone inoltre un aumento dell'imposta di successione (sul modello degli altri paesi europei) e un aumento della tassa sugli affitti brevi per turisti, in modo da contrastare le conseguenze dell'iperturismo non sostenibile, come la crisi abitativa.
Il ricavato di questi aumenti si propone di investirlo in welfare (come sanità pubblica, istruzione pubblica, trasporto pubblico, sostegno alle locazioni, ecc.).
AVS ha inoltre come obiettivo quello di contrastare l'evasione fiscale e per raggiungerlo propone l'incentivo dell'uso della moneta elettronica, l'utilizzo delle banche dati per incrociare i dati dei contribuenti, il rafforzamento della fatturazione elettronica e dello split payment, soprattutto sugli acquisti online e tramite POS. Propone, inoltre, di negare qualsiasi condono, di incrementare le risorse a disposizione dei controlli e di garantire la certezza della pena per i reati di natura fiscale.

### Unione europea, politica estera a difesa
AVS ritiene necessaria la costruzione di una politica estera e di difesa comune europea, con anche un proprio esercito, al fine di rendere l'Unione europea più autonoma e più indipendente dagli USA e di razionalizzare le spese militari, senza quindi aumentarle ulteriormente nei paesi membri. Allo stesso tempo, propone l'inserimento nel Trattato sull'Unione europea il «ripudio della guerra come strumento di offesa alla libertà degli altri popoli e come mezzo di risoluzione delle controversie internazionali».
È favorevole al rafforzamento del processo democratico dell'UE partendo dall'eliminazione del diritto di veto dei paesi membri e da una centralità maggiore del Parlamento europeo, limitando inoltre l'influenza delle attività di lobbying attraverso una «legislazione esaustiva».
Sul conflitto israelo-palestinese, AVS, oltre a condannare Hamas, condanna le azioni dell'esercito d'Israele nei confronti di Gaza e propone il riconoscimento dello stato di Palestina sulla base dei confini del 1967 e di garantire la coesistenza nella pace dei due popoli nelle rispettive integrità territoriali. Esige il pieno rispetto del diritto internazionale e lo svolgimento di indagini «sulle violazioni, sui crimini di guerra e sul genocidio» perpetrati dal governo d'Israele. Per quest'ultimo chiede sanzioni commisurate a tali violazioni e di interrompere qualsiasi fornitura militare e la sospensione dell’accordo di associazioni tra Unione europea e Israele (sulla base dell'articolo 2).
Sul conflitto russo-ucraino, invece, condanna Putin per l'aggressione in Ucraina ed è favorevole alle sanzioni verso la Russia, ma ritiene necessaria l'interruzione delle forniture militari e «l'avvio di negoziati per una pace duratura».

## Composizione
Ufficialmente l'alleanza è formata da Europa Verde e Sinistra Italiana.
La lista elettorale alle elezioni politiche del 2022 era formata dai seguenti partiti:
| Partito | Partito                        | Ideologia principale   | Leader                               |
| ------- | ------------------------------ | ---------------------- | ------------------------------------ |
|         | Europa Verde (EV)              | Ambientalismo          | Angelo Bonelli                       |
|         | Sinistra Italiana (SI)         | Socialismo democratico | Nicola Fratoianni                    |
|         | Possibile (Pos)                | Progressismo           | Beatrice Brignone                    |
|         | Verdi del Sudtirolo/Alto Adige | Ambientalismo          | Marlene Pernstich e Felix Wohlgemuth |
|         | Partito Progressista (PP)      | Progressismo           | Massimo Zedda                        |

Alle elezioni europee del 2024 la lista era invece formata da:
| Partito | Partito                                                | Ideologia principale   | Leader                         |
| ------- | ------------------------------------------------------ | ---------------------- | ------------------------------ |
|         | Europa Verde (EV)                                      | Ambientalismo          | Angelo Bonelli                 |
|         | Sinistra Italiana (SI)                                 | Socialismo democratico | Nicola Fratoianni              |
|         | Verdi del Sudtirolo/Alto Adige                         | Ambientalismo          | Luca Bertolini e Elide Mussner |
|         | Partito del Sud (PdS)                                  | Meridionalismo         | Natale Cuccurese               |
|         | Ambiente Diritti Uguaglianza - Valle d'Aosta (Adu Vda) | Ambientalismo          |                                |

## Risultati elettorali

### Elezioni nazionali
| Elezione | Camera dei deputati | Camera dei deputati | Camera dei deputati | Camera dei deputati | Senato della Repubblica | Senato della Repubblica | Senato della Repubblica | Senato della Repubblica | Legislatura | Posizione   |
| Elezione | Voti                | %                   | Seggi               | +/-                 | Voti                    | %                       | Seggi                   | +/-                     | Legislatura | Posizione   |
| -------- | ------------------- | ------------------- | ------------------- | ------------------- | ----------------------- | ----------------------- | ----------------------- | ----------------------- | ----------- | ----------- |
| 2022     | 1 021 808           | 3,64                | 12 / 400            |                     | 972 780                 | 3,53                    | 4 / 200                 |                         | XIX         | Opposizione |

### Elezioni europee
| Elezione | Voti      | %    | Seggi  | +/- | Legislatura |
| -------- | --------- | ---- | ------ | --- | ----------- |
| 2024     | 1 588 168 | 6,78 | 6 / 76 |     | X           |

## Nelle istituzioni
| Legislature | Deputati | Senatori | Totali | +/- | Gruppi parlamentari |
| ----------- | -------- | -------- | ------ | --- | --- |
| XIX         | 10       | 4        | 14     |     | - Camera dei deputati: Alleanza Vedi e Sinistra - Senato della Repubblica: Gruppo misto componente Alleanza Verdi e Sinistra. |

### Camera dei deputati
- Angelo Bonelli (Europa Verde)
- Francesco Emilio Borrelli (Europa Verde)
- Devis Dori (Europa Verde)
- Nicola Fratoianni (Sinistra Italiana)
- Francesca Ghirra (Partito Progressista)
- Marco Grimaldi (Sinistra Italiana) Vicepresidente del gruppo
- Francesco Mari (Sinistra Italiana) Tesoriere del gruppo
- Elisabetta Piccolotti (Sinistra Italiana)
- Luana Zanella (Europa Verde) Presidente del gruppo
- Filiberto Zaratti (Europa Verde)

### Senato della Repubblica
- Ilaria Cucchi (Indipendente)
- Giuseppe De Cristofaro (Sinistra Italiana) Presidente del Gruppo misto
- Aurora Floridia (Europa Verde) Vicepresidente del Gruppo misto
- Tino Magni (Sinistra Italiana) Tesoriere del Gruppo misto

### Parlamento Europeo
| Legislature | Europarlamentari | +/- | Gruppi parlamentari       |
| ----------- | ---------------- | --- | ------------------------- |
| IX          | 2                |     | Non iscritti e Verdi/ALE. |
| X           | 6                | 4   | GUE-NGL e Verdi/ALE.      |

#### IX Legislatura
- Rosa D'Amato (Indipendente) nel gruppo Verdi/ALE [88]
- Massimiliano Smeriglio (Indipendente) nel gruppo Non iscritti [89]

#### X Legislatura
- Ignazio Marino[90] (Indipendente in quota EV)
- Mimmo Lucano (Indipendente in quota SI)
- Ilaria Salis (Indipendente in quota SI)
- Cristina Guarda (Europa Verde)
- Leoluca Orlando (Indipendente in quota EV)
- Benedetta Scuderi (Europa Verde)

## Feste nazionali
- 11-15 settembre 2024: Terra! Roma, Parco Nomentano[91]